# سیکاسیا
سیکاسیا (باشقیری: Һикеяҙ) یک رودخانه در استان باشقیرستان کشور روسیه است.